# Aeroportul Regional Eastern Oregon
Aeroportul Regional Eastern Oregon (IATA: PDT, ICAO: KPDT, FAA LID: PDT) este un aeroport din Oregon, Statele Unite ale Americii ce deservește zona Pendleton⁠(d). Aeroportul a fost tranzitat în 2019 de 13.636 de pasageri.
Situat la o altitudine de 456 m, aeroportul dispune de 2 piste.

## Infrastructură

### Piste
Aeroportul dispune de 2 piste. Pista 07/25 are suprafața de asfalt și dimensiunile 6.301 picioare × 150 picioare. Pista 11/29 are suprafața de asfalt și dimensiunile 5.581 picioare × 100 picioare. 